# Ogrodniki (rejon baranowicki)
Ogrodniki (biał. Агароднікі; ros. Огородники) – wieś na Białorusi, w obwodzie brzeskim, w rejonie baranowickim, w sielsowiecie Horodyszcze.
W dwudziestoleciu międzywojennym wieś leżała w Polsce, w województwie nowogródzkim, w powiecie baranowickim.